# Indo-tibetanska gränspolisen
Indo-tibetanska gränspolisen (The Indo-Tibetan Border Police, ITBP), är en under det indiska inrikesministeriet lydande central paramilitär styrka, som bildades 1962. ITBP bevakar den 2 115 km långa gränsen mellan Indien och Tibet (Kina). ITBP:s operationsområde ligger på mellan 3 000 och 6 000 meters höjd över havet. ITBP är också insatt i Kashmir. ITBP har en personalstyrka om 77 000 polissoldater.
ITBP har även kapacitet inom alpinism, katastrofhjälp och CBRN-skydd. Personal från ITBP har ingått i FN:s fredsbevarande styrkor i Bosnien, Kosovo, Angola och Västsahara.

## Uppdrag
- Gränsbevakning, gränskontroll, skydd av civilbefolkningen i gränsområdet
- Immigrationskontroll, tullkontroll
- Objektsbevakning, eskorttjänst, personskydd
- Bevara och återupprätta allmän ordning och säkerhet i gränsområdet

## Organisation
- 25 bataljoner
- 4 specialbataljoner
- 3 utbildningsanstalter [2]
- 6 zoner
- 13 sektorer
- 3 sjukhus [3]

## Personalstruktur

### Karriärvägar
Personalen i allmän tjänst tillhör tre olika karriärvägar.
Karriärvägar och rekryteringskrav för allmän tjänst (General Duty Cadre) vid ITBP
| Ingångsgrad          | Civil utbildning för direktrekryterade |
| -------------------- | -------------------------------------- |
| Assistant Commandant | Akademisk examen på grundnivå          |
| Sub-Inspector        | Akademisk examen på grundnivå          |
| Constable            | Realskola (10 år)                      |

Karriärvägar och rekryteringskrav för teknisk tjänst (Technical Cadres) vid ITBP
| Ingångsgrad          | Tjänstegren          | Civil utbildning                                                              |
| -------------------- | -------------------- | ----------------------------------------------------------------------------- |
| Assistant Commandant | Läkare               | Legitimerad läkare                                                            |
| Assistant Commandant | Ingenjör             | Civilingenjör - väg- och vatten                                               |
| Assistant Commandant | Veterinär            | Veterinärexamen                                                               |
| Assistant Commandant | Telekommunikationer  | Civilingenjör - tele                                                          |
| Inspector            | Översättare Hindi    | Akademisk examen på avancerad nivå                                            |
| Inspector            | Sjuksköterska        | Realskola och legitimerad sjuksköterska                                       |
| Sub-Inspector        | Stenograf            | Akademisk examen på grundnivå                                                 |
| Sub-Inspector        | Instruktör           | Akademisk examen på grundnivå                                                 |
| Sub-Inspector        | Receptarie           | Realskola och receptarieexamen                                                |
| Sub-Inspector        | Laboratorieassistent | Realskola och laboratorieassistentexamen                                      |
| Sub-Inspector        | Röntgenassistent     | Realskola och röntgenassistentexamen                                          |
| Sub-Inspector        | Förman               | Realskola och vägmästarexamen                                                 |
| Head Constable       | Expeditionstjänst    | Studentexamen                                                                 |
| Head Constable       | Radiotjänst          | Realskola med naturvetenskap                                                  |
| Head Constable       | Instruktör           | Akademisk examen på grundnivå                                                 |
| Head Constable       | Motormekaniker       | Realskola och fordonsteknikerexamen                                           |
| Constable            | Trådsignaltjänst     | Realskola                                                                     |
| Constable            | Motormekaniker       | Realskola och utbildad fordonsmekaniker                                       |
| Constable            | Motortransport       | Realskola och körkort för tunga och lätta fordon samt minst två års yrkesvana |
| Constable            | Skräddare            | Grundskola och utbildad skräddare                                             |
| Constable            | Pionjär              | Realskola och minst ett års yrkesvana i respektive hantverk                   |

### Befordringsgångar
Befordringsgång för Assistant Commandant i allmän tjänst (General Duty Cadre) vid ITBP 
| Grad                     | Befordringskrav                                                                                                 | Anmärkning                  |
| ------------------------ | --- | --------------------------- |
| Assistant Commandant     | Genomgången grundutbildning för Assistant Commandant (Assistant Commandants/GD Basic Trg Course (Direct Entry)) | Ingångsgrad                 |
| Deputy Commandant        | Sex års tjänst                                                                                                  | Befordran i befordringsgång |
| Second-in-Command        | Elva års tjänst, varav minst fem år som Deputy Commandant                                                       | Urvalsbefordran             |
| Commandant               | 15 års tjänst, varav minst fyra år som Second-in-Command                                                        | Urvalsbefordran             |
| Deputy Inspector General | .. | Urvalsbefordran             |
| Inspector General        | .. | Urvalsbefordran             |

Befordringsgång för Sub-Inspector i allmän tjänst (General Duty Cadre) vid ITBP 
| Grad                 | Befordringskrav                                                                            | Anmärkning                  |
| -------------------- | ------------------------------------------------------------------------------------------ | --------------------------- |
| Sub-Inspector        | Genomgången grundutbildning för Sub-Inspector (SI/GD Basic Training Course (Direct Entry)) | Ingångsgrad                 |
| Inspector            | Minst tre års tjänst samt avlagd befordringsexamen (Departmental Promotion Test)           | Urvalsbefordran             |
| Subedar-Major        | Minst tre års tjänst som Inspector                                                         | Urvalsbefordran             |
| Assistant Commandant | ..                                                                                         | Urvalsbefordran             |
| Deputy Commandant    | Sex års tjänst som Assistant Commandant                                                    | Befordran i befordringsgång |
| Second-in-Command    | Elva års tjänst, varav minst fem år som Deputy Commandant                                  | Urvalsbefordran             |

Befordringsgång för Constable i allmän tjänst (General Duty Cadre) vid ITBP 
| Grad           | Befordringskrav                                     | Anmärkning      |
| -------------- | --------------------------------------------------- | --------------- |
| Constable      | ..                                                  | Ingångsgrad     |
| Head Constable | Åtta års tjänst                                     | Urvalsbefordran |
| Sub-Inspector  | 13 års tjänst                                       | Urvalsbefordran |
| Inspector      | 16 års tjänst, varav minst tre år som Sub-Inspector | Urvalsbefordran |
| Subedar-Major  | 19 års tjänst, varav minst tre år som Inspector     | Urvalsbefordran |

### Grader och löner
| Nr | Grad                     | Lön 2002  |
| -- | ------------------------ | --------- |
| 1  | Director General         | Rs. 80000 |
| 2  | Addl. Director General   | Rs. 59100 |
| 3  | Inspector General        | Rs. 53000 |
| 4  | Deputy Inspector General | Rs. 49100 |
| 5  | Commandant               | Rs. 46100 |
| 6  | Second-in-Command        | Rs. 29500 |
| 7  | Deputy Commandant        | Rs. 25350 |
| 8  | Assistant Commandant     | Rs. 21000 |
| 9  | Subedar Major            | Rs. 18150 |
| 10 | Inspector                | Rs. 17140 |
| 11 | Sub-Inspector            | Rs. 13500 |
| 12 | Asstt Sub Inspector      | Rs. 11360 |
| 13 | Head Constable           | Rs. 9910  |
| 14 | Constable                | Rs. 8460  |

Källa: 

## Utbildning
- Grundutbildningsdepån (Basic Training Center) i Bhanu, grundutbildar den lägre personalen.[2]
- ITBP:s polishögskola, Indo-Tibetan Border Police Academy, i Mussoorie, ansvarar för den högre personalens grundutbildning och vidareutbildning.[8]
- Alp- och skidskolan (Mountaineering and Skiing Institute) i Auli.[2]